# Papamosques de Böhm
El papamosques de Böhm (Muscicapa boehmi; syn: Bradornis boehmi) és una espècie d'ocell de la família dels muscicàpids (Muscicapidae), pròpia del sud d'Àfrica central i la regió dels Grans Llacs d'Àfrica. Habita els boscos secs subtropicals o tropicals (és a dir, els boscos de miombo). El seu estat de conservació es considera de risc mínim.
El nom específic de Böhm fa referència a Richard Böhm (1854-1884), ornitòleg i explorador alemany a l'Àfrica tropical.

## Taxonomia
A la Classificació del Congrés Ornitològic Internacional (versió 11.2, 2021) se'l considera al gènere Muscicapa. Tanmateix, en el Handook of the Birds of the World i la quarta versió de la BirdLife International Checklist of the birds of the world (desembre 2019) se'l classifica dins del gènere Bradornis (B. boehmi), juntament amb altres 5 espècies de papamosques.